# Julie Baumann
Julie Baumann, nascida Julie Rocheleau (Saint-Jérôme, Quebec, 17 de junho de 1964), é uma ex-atleta suíça, nascida no Canadá, especialista nos 100 metros com barreiras.

## Carreira
Nascida no Canadá, foi com esta nacionalidade e com o seu nome de solteira, Julie Rocheleau, que obteve a quarta posição na final dos Jogos da Commonwealth de 1986 e o sexto lugar na final de 100 m barreiras dos Jogos Olímpicos de 1988, em Seul. Após o casamento, em 1989, adotou a cidadania suíça e o sobrenome do marido.
De entre as várias presenças em finais de grandes competições internacionais, o seu maior sucesso foi a conquista da medalha de ouro nos 60 metros com barreiras dos Campeonatos Mundiais em Pista Coberta de 1993, realizados em Toronto, no seu país natal.

## Melhores marcas pessoais
- 50 metros com barreiras - 6.73 s (Grenoble, 07-02-1993)
- 60 metros com barreiras - 7.95 s (Karlsruhe, 31-01-1992)
- 100 metros com barreiras - 12.76 s (Winterthur, 07-09-1991)
- 100 metros rasos - 11.13 s (1988)